# Windsong
| Recensione | Giudizio |
| ---------- | -------- |
| AllMusic   |          |

Windsong è un album di John Denver che fu pubblicato nel novembre 1975, al culmine della sua popolarità. Tra le altre contiene il singolo Calypso.
L'album raggiunge la prima posizione per due settimane nella Billboard 200 ed in Australia, la seconda in Olanda e la quinta in Nuova Zelanda.

## Tracce
Lato A
1. Windsong – 3:57 (Joe Henry, John Denver)
2. Cowboy's Delight – 3:05 (Bob Carpenter, David Holster)
3. Spirit – 3:33 (Joe Henry, John Denver)
4. Looking for Space – 3:56 (John Denver)
5. Shipmates and Cheyenne – 3:22 (Joe Henry, John Denver)
6. Late Nite Radio – 2:44 (Bill Danoff, Taffy Danoff)

Durata totale: 20:37
Lato B
1. Love Is Everywhere – 3:30 (John Denver, Joe Henry, Steve Weisberg, John Martin Sommers)
2. Two Shots – 3:29 (John Denver)
3. I'm Sorry – 3:29 (John Denver)
4. Fly Away – 4:08 (John Denver)
5. Calypso – 3:32 (John Denver)
6. Song of Wyoming – 3:19 (Kent Lewis)

Durata totale: 21:27

## Musicisti
- John Denver - voce, chitarra a 6 corde, chitarra a 12 corde
- Dick Kniss - basso
- Steve Weisberg - chitarra elettrica, chitarra acustica, dobro elettrico, dobro acustico, chitarra pedal steel, accompagnamento vocale
- John Sommers - chitarra acustica, banjo, fiddle, mandolino, accompagnamento vocale
- Hal Blaine - batteria, percussioni

Altri musicisti:
- John Ellis - oboe (brano: Windsong)
- Jesse Ehrlich - violoncello (brano: Windsong)
- Mary Ann Duffy - voce (brani: Late Nite Radio e Love Is Everywhere)
- Byron Berline - fiddle, mandolino (brano: Love Is Everywhere)
- Olivia Newton-John - voce (brano: Fly Away)
- Jimmie Fadden - armonica (brano: Song of Wyoming)
- Lee Holdridge - conduttore orchestra, arrangiamenti orchestra

Note aggiuntive:
- Milton Okun - produttore
- Kris O'Connor - assistente alla produzione
- Registrazioni effettuate al RCA's Music Center of the World, Studio B, Hollywood, California, luglio 1975
- Mickey Crofford - ingegnere della registrazione
- Dennis Smith e Artie Torgersen - assistenti ingegnere della registrazione
- Richard Simpson - ingegnere della masterizzazione

Dediche
- il brano Looking for Space è dedicato a Werner Erhard
- il brano Two Shots è dedicato a Michael P. Shore
- il brano Calypso è dedicato al capitano Jacques-Yves Cousteau e a tutto l'equipaggio della nave Calypso[3]